# Gorakhpur Airport
Gorakhpur Airport är en flygplats i Indien.   Den ligger i distriktet Gorakhpur och delstaten Uttar Pradesh, i den nordöstra delen av landet, 700 km öster om huvudstaden New Delhi. Gorakhpur Airport ligger 78 meter över havet.
Terrängen runt Gorakhpur Airport är mycket platt. Runt Gorakhpur Airport är det mycket tätbefolkat, med 1 463 invånare per kvadratkilometer. Närmaste större samhälle är Gorakhpur, 8,5 km väster om Gorakhpur Airport. Trakten runt Gorakhpur Airport består till största delen av jordbruksmark.